# Plex
 O Plex é um sistema de media player cliente-servidor e uma suíte de software composto por dois componentes principais. O aplicativo de desktop do Plex Media Server é executado em Windows, MacOS e Linux, incluindo alguns tipos de dispositivos NAS.  O aplicativo de desktop do servidor organiza vídeo, áudio e fotos das coleções de um usuário e dos serviços on-line, permitindo que os utilizadores acessem e transmitam o conteúdo. Há também clientes oficiais disponíveis para dispositivos móveis, smart TVs e caixas de streaming, um aplicativo da web e o Plex Home Theater (descontinuado), além de muitas outras alternativas de terceiros.
A Plex vende um serviço premium chamado Plex Pass, com recursos como sincronização com dispositivos móveis, integração com armazenamento em nuvem, metadados e correspondências para música, suporte para vários usuários, controle dos pais, TV ao vivo e DVR, trailers e extras e ofertas de venda cruzada.

## História
O Plex começou como um projeto de passatempo de software gratuito em dezembro de 2007, quando o desenvolvedor Elan Feingold criou um aplicativo de centro de mídia para seu Macintosh. Ele decidiu portar o media player XBMC (agora conhecido como Kodi) para o Mac OS X. Na mesma época, Cayce Ullman e Scott Olechowski - executivos de software que haviam vendido recentemente sua empresa anterior para a Cisco - também procuravam transportar o XBMC para o OSX e notaram o progresso da Feingold por meio de fóruns on-line do XBMC. Eles entraram em contato com ele e ofereceram apoio e ajuda com o financiamento. Feingold, Olechowski e Ullman formaram uma equipe em janeiro de 2008 e fundaram a Plex, Inc. em dezembro de 2009.
A equipe lançou versões antigas do porte, que eles chamavam de "OSXBMC". Seus objetivos eram trazer para o projeto uma integração completa ao Mac.

### Fork
Os desenvolvedores trabalharam no projeto XBMC até 21 de maio de 2008. Devido a diferentes objetivos e visão da equipe do XBMC, eles logo colocaram o código no Plex e o publicaram no GitHub. O código foi mantido em sincronia com o código Linux.
O novo nome foi anunciado em 8 de julho de 2008.  Ullman surgiu com o nome de Plex² ou Plex Square, devido à indisponibilidade de plex.com e a disponibilidade de plex2.com. Feingold sugeriu que Plex² era muito pesado e que a única palavra, Plex, foi escolhida porque o sufixo "plex" evoca "compreendendo um número de partes". A equipe começou a trabalhar em um componente de centro de mídia para agregar não apenas conteúdo local, mas também para reunir serviços multimídia baseados na web. O novo sistema de bibliotecas foi refeito a partir do zero. O grupo de interface de usuário do CenterStage, uma equipe com o objetivo de melhorar a interface Home Theater, juntou-se à Plex para desenvolver ainda mais a ideia. Para tornar o projeto viável, a equipe procurou levar a experiência do Plex para outros dispositivos, sem a necessidade de os usuários dedicarem outro computador como um HTPC.
Em dezembro de 2009, o projeto evoluiu para uma empresa de software comercial pertencente e desenvolvida por uma única empresa iniciante com fins lucrativos, a Plex Inc., uma empresa norte-americana de alta tecnologia responsável pelo desenvolvimento do Plex Media Server e do media player. aplicativo de front e back-ends, o seu modelo cliente-servidor, todo o software que acompanha sob a marca Plex, bem como o exclusivo, protegido por direitos autorais, de partes proprietárias, seja distribuído por conta própria ou como um componente de software de terceiros em produtos fabricados através de uma parceria estratégica. Elan Feingold, Scott Olechowsi e Cayce Ullman foram os três fundadores, com Ullman e Feingold assumindo papéis de tempo integral como CEO e CTO, respectivamente.
Naquela época, o Plex tinha 130 aplicativos, dos quais os mais populares eram o Apple Movies Trailers, YouTube, Hulu, Netflix, MTV Music Videos, BBC iPlayer e o Vimeo. Em uma entrevista para o TechCrunch, Feingold declarou que os aplicativos Plex foram baixados cerca de 1 milhão de vezes.
Em 2011, Ullman renunciou ao cargo de CEO e deixou a empresa. Keith Valory tornou-se o novo CEO em fevereiro de 2013.
Em 2014, a Plex levantou $10 milhões da empresa de capital de risco Kleiner Perkins. Em uma entrevista na CES 2014, Scott Olechowski, diretor de produto da Plex, acrescentou que a Plex estava pensando em adicionar downloads de música pagos ou em se associar a um serviço de assinatura musical para dar aos usuários a chance de aumentar sua biblioteca de músicas. Essas parcerias, como a da VEVO, eram caras para a Plex, o que levou à captação de recursos da Kleiner Perkins.
Em julho de 2016, o Plex possuía 65 funcionários.

### Relações com empresas de conteúdo
A Plex desenvolveu inicialmente aplicativos para serviços como o Hulu e o Netflix. O Hulu implantou "contra-medidas" ao criar mudanças deliberadamente para evitar que o Plex analisasse seu HTML. Os serviços Netflix e Hulu não estão mais disponíveis oficialmente no Plex.
As relações com as empresas de conteúdo não eram completamente contraditórias. Algumas empresas contataram a Feingold para adicionar seu conteúdo ao Plex, incluindo o serviço de streaming de música Spotify.

## Plex Media Server
O Plex Media Server (às vezes chamado de PMS ou PMS Software) é o componente de servidor de mídia de back-end do Plex. Ele organiza o conteúdo de áudio e vídeo de bibliotecas de mídia pessoais e o transmite para os participantes do mesmo, seja na mesma máquina, na mesma rede local ou pela Internet. Pode rodar no Windows, macOS, Linux, FreeBSD, dispositivos NAS ou no Nvidia Shield TV.
O dispositivo pode adquirir conteúdo de fontes como o iTunes, o iPhoto e o Aperture. A biblioteca de músicas é outro dos bancos de dados de metadados do Plex. Esta biblioteca permite a organização automática de uma coleção de músicas por informações armazenadas nas tags ID3 ou M4A, como título, artista, álbum, gênero, ano e popularidade. Os usuários do Plex Pass também têm acesso a todo o catálogo de vídeos musicais da VEVO.

## Aplicativos do Player

Plex Web App: os usuários podem gerenciar suas bibliotecas, configurações do servidor e assistir a conteúdo dessa interface baseada em navegador

Um exemplo da interface do episódio de TV no Plex. Inclui fundo de fan-art

Os aplicativos do player são o front-end do Plex, permitindo que o usuário gerencie e reproduza músicas, fotos, vídeos e conteúdo on-line de um computador local ou remoto que executa o Plex Media Server.
- Plex Web App - O Plex lançou uma interface de usuário da web para todos os usuários em 16 de novembro de 2012.[27]
- Plex Media Player - O Plex Media Player, anunciou em 20 de outubro de 2015, que usa aceleração de hardware para uma interface de usuário consistente em todos os dispositivos.[28]  Embora o Plex Media Player seja reportado como sendo open source e seu código disponível no GitHub como GPLv2,[29] nem todo o software é realmente open source. Somente as partes do host do aplicativo podem ser contribuídas.[28]  O Plex Media Player é compatível com o Windows 7 e versões superiores, OS X Mavericks e superiores, plataformas incorporadas como o Raspberry Pi 2 e Intel NUC,[30][31] com alguma compatibilidade com o Linux.[32][33]
- Plex Home Theater (descontinuado) - Anteriormente conhecido como Plex Media Center, o Plex Home Theater[34] era o componente de software usado como o media player front-end para o componente de servidor back-end do Plex.  O antigo e agora obsoleto Plex Home Theater ainda é distribuído como código aberto sob a licença GNU General Public License (GPL), com código-fonte no GitHub.[35]  Em 28 de outubro de 2011, o suporte para o Windows foi anunciado para o Plex Home Theater, que trouxe integração com o Windows Media Center.[10]  Em outubro de 2015, o Plex Home Theater foi descontinuado em favor do Plex Media Player.[36]

O Plex também lançou aplicativos para serem executados em outras plataformas e dispositivos:
- Amazon Fire TV - Plex anunciou um aplicativo para o Amazon Fire TV, no mesmo dia em que foi lançado em 2 de abril de 2014.[37]
- Android - Em 16 de fevereiro de 2011, a Plex anunciou seu aplicativo Android.[38] Em 25 de junho de 2014, o suporte para a plataforma Android TV foi anunciado.[39]
- Apple TV - Com a quarta geração da Apple TV, os desenvolvedores de terceiros poderiam escrever seus próprios aplicativos, removendo as principais limitações dos modelos anteriores.[40]
- Chromecast - em 13 de março de 2014, a Plex anunciou o suporte gratuito do Chromecast em seus aplicativos iOS e Android.[41]
- iOS - Um aplicativo iOS foi lançado em 30 de agosto de 2010 e forneceu uma maneira de usar dispositivos iOS para controlar remotamente um Plex Media Server e visualizar mídia.[42]
- LG - Em 2 de setembro de 2010, a Plex anunciou uma parceria com a LG para integrar o componente de software em HDTVs e dispositivos Blu-ray habilitados para LG 2011 NetCast.[8][12][43] Apenas modelos NetCast de 2013 e modelos rodando webOS eram suportados.[44]
- Opera TV - Um aplicativo para a Opera TV foi anunciado em 12 de dezembro de 2014.[45]
- PlayStation - Plex anunciou seus aplicativos para PlayStation 3 e PlayStation 4 em 17 de dezembro de 2014.
- Roku - Em 3 de maio de 2011, a Plex anunciou um aplicativo cliente no Roku, disponível instalando o canal privado Plex.
- Samsung - Em 3 de agosto de 2012, a Plex anunciou o suporte para os televisores Samsung e Blu-ray players.[46][47]
- Sonos - Em 20 de julho de 2016, a Plex anunciou o suporte ao produto para dispositivos Sonos.[48][49][50]
- TiVo - TiVO DVRs tem um aplicativo Plex da versão de software 20.4.7a ou superior.[51]
- VIZIO - Em 15 de outubro de 2014, a Plex anunciou uma parceria com a VIZIO para ter o direito de lançar um aplicativo Plex em seus dispositivos.[52]
- Windows - Em 30 de março de 2012, o Plex anunciou a disponibilidade do Plex para Windows Phone.[53]  Em 4 de dezembro de 2012, a Plex anunciou um aplicativo cliente para o Windows 8 usando a nova interface do Metro.
- Xbox - Em 5 de outubro de 2014, os aplicativos para Xbox 360 e Xbox One foram anunciados, suportando o controle de voz e gestos dos dispositivos.

## Privacidade
Em 2 de julho de 2015, a Plex revelou que a máquina hospedando seu blog e fóruns estava comprometida.  Informações pessoais, como endereços IP, mensagens privadas do fórum, endereços de e-mail e senhas com hash e salt, foram acessadas. Este acesso foi obtido através de uma vulnerabilidade de 0 dias no software do fórum. Após essa invasão, o Plex migrou seus fóruns para os fóruns do Vanilla para reduzir a carga de manutenção e segurança do administrador de sistema.
Em 2017, o Plex anunciou uma nova política de privacidade pela qual os usuários do Plex não podiam mais impedir que os dados de seus usuários fossem coletados. No entanto, em uma atualização de política de privacidade posterior, o CEO da Plex, Keith Valory, afirmou que eles generalizarão os dados de reprodução e oferecerão aos usuários a capacidade de optar por não enviar informações de reprodução mais específicas.